# Jurkówka (obwód iwanofrankiwski)
Jurkówka (ukr. Юрківка) – dawna wieś na Ukrainie, w  obwodzie iwanofrankiwskim, w rejonie kołomyjskim. Leżała na północ od Miłowania i na południe od Roszniowa.

## Historia
W I Rzeczypospolitej Jurkówka to była samodzielna wieś położona w ziemi halickiej województwa ruskiego. 

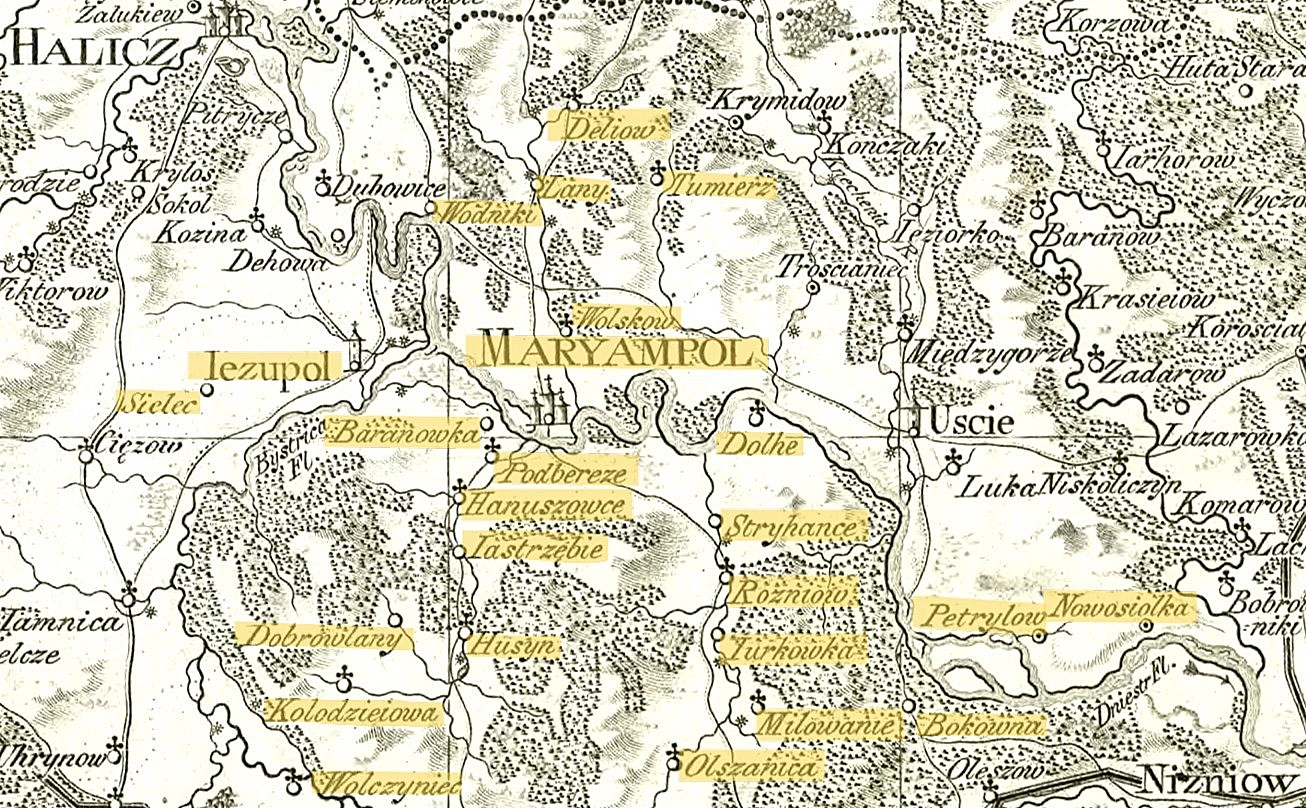
Jurkówka 1824

W okresie Królestwa Galicji i Lodomerii wieś należała do klucza marjampolskiego księżnej Anny Jabłonowskiej. 
W II Rzeczypospolitej stanowiła gminę jednostkową Jurkówka w  powiecie tłumackim w województwie stanisławowskim. 
1 sierpnia 1934 roku w ramach reformy na podstawie ustawy scaleniowej weszła w skład nowej zbiorowej gminy Roszniów, gdzie we wrześniu 1934 utworzyła gromadę.
Po wojnie włączona w struktury ZSRR.